# NGC 2773
NGC 2773 is een spiraalvormig sterrenstelsel in het sterrenbeeld Kreeft. Het hemelobject werd op 6 maart 1864 ontdekt door de Duitse astronoom Albert Marth.

## Synoniemen
- UGC 4815
- MCG 1-24-4
- ZWG 34.5
- NPM1G +07.0175
- IRAS09070+0722
- PGC 25825